# Jane Colman Turell
Jane Colman Turell (geboren am 25. Februar 1708 in Boston als Jane Colman; gestorben am 26. März 1735 in Medford, Massachusetts) war eine neuenglische Dichterin.

## Leben
Sie war die Tochter von Benjamin Colman, langjähriger Pastor der Bostoner Brattle Street Church, und seiner ersten Frau Jane Clark Colman. Zeit ihres Lebens verband sie ein ausnehmend inniges Verhältnis zu ihrem Vater. Sie las von Kindheit an ausgiebig in seiner umfangreichen Bibliothek, auch da sie wegen einer chronisch schwachen Verfassung häufig das Haus nicht verlassen konnte. Sie begann schon früh mit eigenen literarischen Versuchen. Bereits mit vier Jahren soll sie fließend gelesen und den Psalter auswendig rezitiert haben, mit neun Jahren soll sie ihre erste Hymne geschrieben haben. Mit lebhaften Nacherzählungen biblischer Geschichten unterhielt sie als Kind auch den Gouverneur Joseph Dudley. Ermuntert wurde sie in ihren literarischen Ambitionen von ihrem Vater, mit dem sie über Jahre einen Briefwechsel führte, um ihren sprachlichen Ausdruck zu polieren.
1726 heiratete sie Ebenezer Turell, der bei ihrem Vater Theologie studiert hatte und die Pfarre von Medford im Landesinneren von Massachusetts innehatte. Zwar wird die Ehe als glücklich beschrieben, doch wurde Jane Colman Turells Gemüt nach der Hochzeit durch Glaubenszweifel überschattet. Der angestrebte Eintritt in die kongregationalistische Gemeinde ihres Mannes und die damit verbundene Frage über ihren eigenen Gnadenstand und die an sich selbst gerichtete Frage, ob sie würdig sei, am Abendmahl teilzunehmen, trieb sie in eine ans neurotische grenzende Grübelei. Ihrem Vater gegenüber bekannte sie, dass sie „schwarze und zahlreiche“ Sünden auf sich geladen habe, unter anderem und vor allem das Lesen „nutzloser Bücher“ – eine Aussage, die das schwierige Verhältnis der Puritaner zu allen Formen literarischer Fiktion beschreibt. Auch das schwere Erdbeben, das Neuengland 1727 erschütterte und vielerorts als Zeichen göttlichen Zornes interpretiert wurde, trug zu dieser tiefen Verunsicherung bei. Im Oktober des Jahres wurde sie schließlich in die Gemeinde aufgenommen. Neben dem finsteren Gemüt waren es wiederum Gesundheitsprobleme, die ihr zusetzten. Aus der Ehe mit Ebenezer Turell gingen vier Kinder hervor, von denen zwei tot geboren wurden und eines noch im Säuglingsalter starb. Bis zu ihrem Lebensende wurde sie immer wieder von Phasen morbider Introspektion und religiöser Zweifel geschwächt. Sie starb im Alter von nur 27 Jahren geschwächt im Kreise ihrer Familie. Nur ein Sohn, Samuel, überlebte sie, starb aber bald nach dem Tod seiner Mutter im Alter von sechs Jahren.

## Werk
Ihr Vater veröffentlichte die 1735 die Begräbnisrede, die er am Grab seiner Tochter gehalten hatte, unter dem Titel Lachrymae Paternae („Väterliche Tränen“) in Buchform. Daran schloss ein biografischer Aufsatz ihres Mannes Ebenezer an, der auch zahlreiche Auszüge aus ihren Briefen, Tagebüchern und Gedichten enthielt. Sie sind von einigem Interesse für Literaturwissenschaftler, da Turell durch diese Veröffentlichung neben Anne Bradstreet die einzige Dichterin des puritanischen Neuengland ist, von der ein größerer Korpus lyrischer Werke überliefert worden ist.
Ihre Gedichte werden zumeist nur als epigonal eingeschätzt und umfassen so auch wenig originelle Übungen in den konventionellen lyrischen Formen der Zeit (Hymnen, Elegien, lyrische Paraphrasen). Nur wenige Gedichte kommen ohne didaktisch-moralischen Impetus und klischeehafte Metaphern aus, allein ihre Lines on Childbirth über ihre Fehlgeburten vermitteln einen Eindruck ihrer seelischen Pein. Die feministische Literaturwissenschaft hat in den vergangenen Jahren jedoch das Augenmerk auf den Umstand gelenkt, dass Turell in einem ihrer Gedichte ausschließlich Dichterinnen als Vorbilder anruft – Sappho, Katherine Philips und insbesondere „Philomela“, also Elizabeth Singer Rowe, über die gemunkelt wurde, dass sie zu ihrer Jugendzeit in England ein mehr als statthaftes Verhältnis mit Benjamin Colman gehabt haben soll – und so eine weibliche Traditionslinie in der männlich dominierten Kultur und Literatur Neuenglands mindestens herbeigesehnt hat. Tatsächlich mögen Turells dichterische Ambitionen als Ansporn für spätere amerikanische Dichterinnen des 18. Jahrhunderts wie Sarah Moorhead, Martha Brewster und Mercy Warren gewirkt haben.